# واصلان
واصلان روستایی است از توابع بخش جزینک شهرستان زهک در استان سیستان و بلوچستان.
این روستا در دهستان خمک قرار دارد و بر اساس سرشماری سال ۱۳۸۵ جمعیت آن (۶۲ خانوار) ۲۲۶ نفر بوده است.

## منبع
1. ↑  «نتایج سرشماری ایران در سال ۱۳۸۵». درگاه ملی آمار. بایگانی‌شده از روی نسخه اصلی در ۲۱ آبان ۱۳۹۲.